# بوی سالمندان
بوی سالمندان بویی مشخص از انسان‌های پیر است. همانند بسیاری از گونه‌های جانوری، بوی انسان مراحل مشخصی را بر اساس تغییرات شیمیایی آغاز شده از طریق روند پیری طی می‌کند. تحقیقات نشان می‌دهد که این امر انسان را قادر می‌سازد علاوه بر سایر عوامل، مناسب بودن شرکای بالقوه را بر اساس سن نیز تعیین کند.
مطالعه‌ای نشان داد که بوی افراد پیر ممکن است در نتیجه ۲-نوننال، یک آلدئید سیرنشده باشد که با تغییرات بوی بدن انسان در طول سالخوردگی مرتبط است. با این حال، فرضیه‌های دیگری نیز وجود دارد. مطالعه دیگری موفق به شناسایی ۲-نوننال نشد اما میزان قابل توجهی افزایش در غلظت بنزوتیازول، متیل‌سولفونیل‌متان و نونانال در افراد پیرتر یافت.
در سال ۲۰۱۲، مرکز احساسات شیمیایی مونل با انتشار بیانیۀ مطبوعاتی ادعا کرد که توانایی انسان در شناسایی اطّلاعاتی مانند سن، بیماری و مناسب بودن ژنتیکی ناشی از طریق بو عامل اصلی «بوی پیر مرد» است. یوهان لوندستروم، عصب‌شناس حسی گفت: «افراد مسن بوی زیر بغل خاصی دارند که به نظر افراد جوان نسبتاً خنثی و خیلی ناخوشایند نیست.»
در ژاپن، بوی افراد پیر کارِییشو kareishū (加齢臭) نامیده می‌شود. در آن کشور که ارزش زیادی برای نظافت شخصی در نظر گرفته می‌شود صابون‌هایی مخصوص از بین بردن بو برای مصرف‌کنندگان پیر تولید می‌شود.